# Flatoidinus caesalpiniae
Flatoidinus caesalpiniae är en insektsart som beskrevs av Ronald Gordon Fennah 1965. Flatoidinus caesalpiniae ingår i släktet Flatoidinus och familjen Flatidae. Inga underarter finns listade i Catalogue of Life.